# Mostacillastrum orbignyanum
Mostacillastrum orbignyanum är en korsblommig växtart som först beskrevs av Eugène Pierre Nicolas Fournier, och fick sitt nu gällande namn av Al-shehbaz. Mostacillastrum orbignyanum ingår i släktet Mostacillastrum och familjen korsblommiga växter. Inga underarter finns listade i Catalogue of Life.